# 380-kV-EHS-leiding Wesel–Dörpen

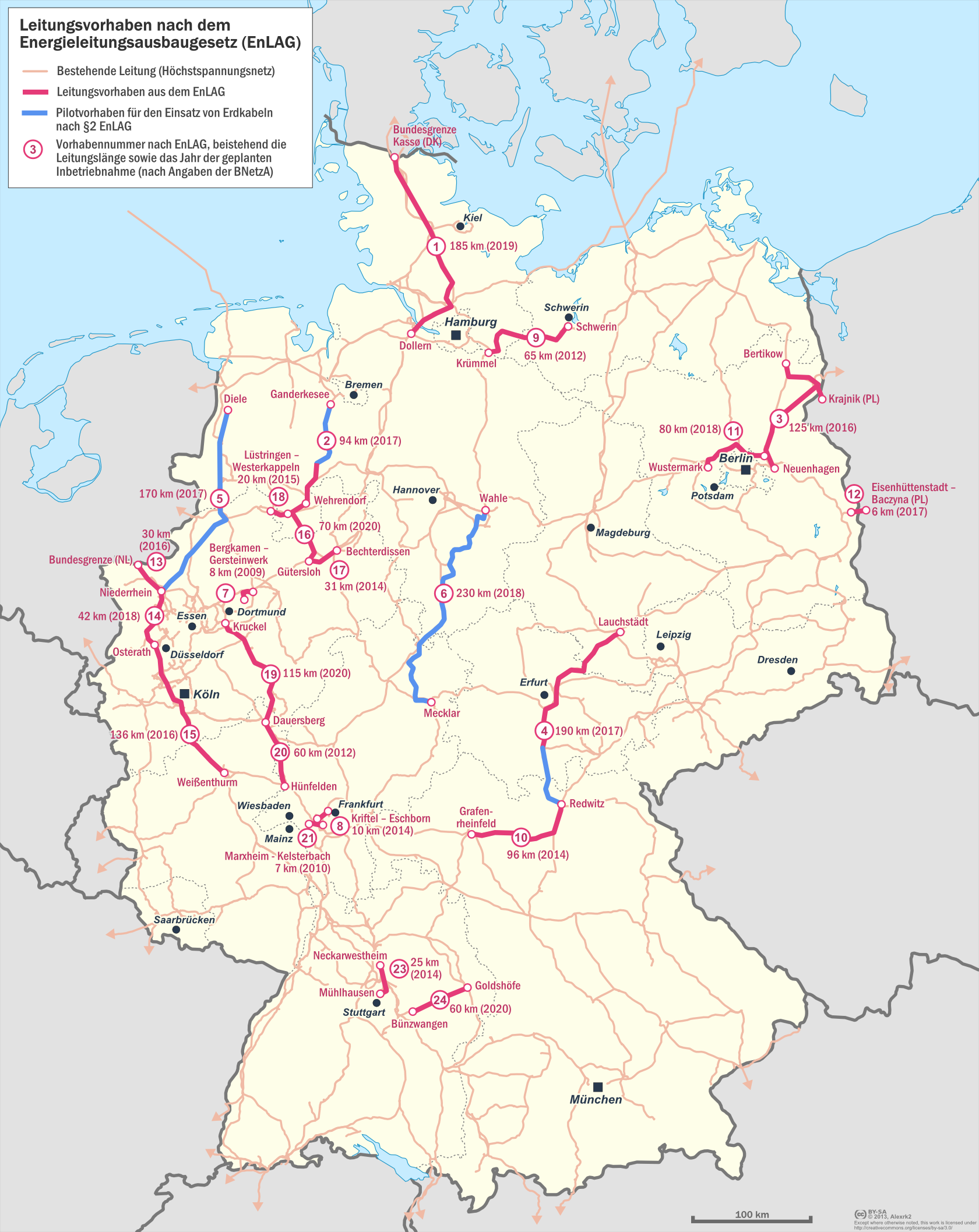
Kaart met de in de EnLAG-wet voorgestelde projectplannen. Het projekt Wesel–Dörpen heeft hierin het nummer 5.

De 380-kV-Lijn Wesel–Dörpen is een op dit moment geplande deels reeds in aanbouw zijnde hoogspanningsleiding met twee 380-kV-circuits, die na voltooiing de transformatorstations Niederrhein nabij Wesel in Noordrhein-Westfalen en Dörpen-West in Nedersaksen met elkaar verbindt. Enige delen van het traject worden ondergronds aangelegd.
Het circa 150 km lange zuidelijk gedeelte van Wesel naar Meppen wordt door Amprion, het 31,1 km lange noordelijk deel van Meppen naar Dörpen door TenneT TSO gepland en gebouwd.

## Belang
De aanleg van de circa 180 km lange hoogspanningsleiding is een gevolg van de EnLAG-wet van 7 mei 2009 met betrekking tot het opwaarderen van de hoogspanningsleidingen. Gepland was tijdens het opstellen van deze wet deze lijn uiterlijk in 2017 in bedrijf te nemen. Volgens de huidige planning moet de gehele lijn uiterlijk 2021 in bedrijf zijn. Deze lijn zal de opgewekte elektriciteit uit diverse offshore windmolenparken in de Noordzee alsmede de onshore-windmolenparken in Noord-Duitsland naar de industriecentra in het zuiden transporteren.
Tegelijkertijd zal de lijn de in 1928 gebouwde 220-kV-lijn Ibbenbüren–Wesel vervangen, die in samenhang met deze nieuwbouw compleet verwijderd zal worden.
Vier gedeelten, (bij Raesfeld, Borken, Legden en Haren) van de leiding worden in het kader van een testproject ondergronds uitgevoerd.

## Tracé
Vanaf het begin van de lijn in het onderstation Niederrhein, dat direct aan de Lippe ten zuidoosten van Wesel ligt, voert de lijn naar het noorden en gebruikt hiertoe de masten van de bestaande 220-kV-lijn naar Pfalzdorf. Daarna draait de lijn in noordoostlijke richting in het tracé van de (te vervangen) 220-kV-lijn Ibbenbüren–Wesel en kruist de autosnelweg A3. Voor Raesfeld wordt het eerste opstijgpunt en daarmee de eerste 3,5 km lange ondergrondse kabel bereikt. Ten noorden van Raesfeld komt de lijn weer bovengronds, en voert bovengronds verder richting Borken waar dit lijnstuk voorlopig eindigt. Dit lijndeel werd in het jaar 2015 opgebouwd en bevindt zich momenteel in testbedrijf.
Momenteel bevindt zich het lijndeel van Borken naar Nordvelen inclusief een tweede kabeldeel in aanleg. Vanaf Borken wordt op de bestaande masten een extra traverse toegevoegd, om de gedeeltelijk in het tracé meelopende 110-kV-lijn Hervest–Stadtlohn te kunnen bundelen, die vervolgens in dit deel afgebroken zal worden. De bouwwerkzaamheden voor dit deel begonnen in maart 2016 en zullen 2017 afgesloten worden.
De overige lijndelen bevinden zich in 2016 nog in planningsstadium.

### Verbindingsdelen
| Nr.                | Trajektdeel                | Status                             | Länge (km) |
| ------------------ | -------------------------- | ---------------------------------- | ---------- |
| 1                  | Wesel – Bredenwinkel       | klaar, testfase                    | 15         |
| 2                  | Bredenwinkel – Borken Süd  | klaar, testfase                    | 11         |
| 3                  | Borken Süd – Nordvelen     | wordt aangelegd (sinds maart 2016) | 13         |
| 4                  | Nordvelen – Legden Süd     | Vergunningsprocedure               | 15         |
| 5                  | Legden Süd – Wettringen    | Vergunningsprocedure               | 29         |
| 6                  | Wettringen – Haddorfer See | Vergunningsprocedure               | 11         |
| 7                  | Haddorfer See – Meppen     | Vergunningsprocedure               | 56         |
| 8                  | Meppen – Dörpen West       | Vergunningsprocedure               | 31         |
| totaallengte (km): | totaallengte (km):         | totaallengte (km):                 | 181        |